# Visconde da Cachoeira
Visconde da Cachoeira é um título nobiliárquico brasileiro criado por D. Pedro I do Brasil por decreto de 12 de outubro de 1824, em favor a Luís José de Carvalho e Melo.
Titulares
1. Luís José de Carvalho e Melo;
2. Luís José de Carvalho e Melo Filho – filho do anterior;
3. Pedro Justiniano Carneiro de Carvalho e Melo – filho do primeiro.